# Marlene Bakker
Marlene Bakker (Niezijl, 22 augustus 1984) is een Nederlands singer-songwriter. Zij zingt in het Gronings.

## Biografie
Bakker werd geboren in Niezijl een klein dorp in het westen van de provincie Groningen. Zij groeide op in Smeerling, een gehucht in Westerwolde in het oosten van de provincie Groningen. Als kind kreeg ze zang- en dansles op de theaterschool in Stadskanaal. Zij volgde een opleiding op de Rockacademie in Tilburg.  In 2018 won zij de Grunny, een muziekprijs van RTV Noord. en de Streektaalprijs van Dagblad van het Noorden in de categorie Muziek met het album Raif (Gronings voor Gereedschap) .

## Gronings
Bakker zong oorspronkelijk in het Engels. Tijdens haar opleiding in Tilburg had ze last van heimwee naar Groningen. Dat was voor haar aanleiding om regelmatig naar de muziek van Ede Staal te luisteren. Dat bracht haar uiteindelijk tot de keus om in het Gronings te gaan zingen. Hoewel haar beide ouders Gronings spraken was zij niet in het Gronings opgevoed.